# Benedito Vicente da Silva
Benedito Vicente da Silva conhecido popularmente como Benê Silva (Uberaba, 16 de agosto de 1941 — Embu das Artes, 21 de fevereiro de 2011) foi um ator, dramaturgo e cineclubista brasileiro.
Na condição de primeiro negro formado pela Escola de Arte Dramática da Universidade de São Paulo, notabilizou-se por ser um dos integrantes de iniciativas teatrais arrojadas do Brasil, como o Teatro Experimental do Negro e do Teatro de Arena, além de ter participado de produções culturais audiovisuais de sucesso de público, como a ópera-rock Hair, e de crítica, como o premiado filme Narradores de Javé.

## Biografia
Benê nasceu no interior de Minas Gerais, em Uberaba, no início da década de 1940 e se mudou para São Paulo, para estudar teatro na capital paulista, tendo se tornado o primeiro negro formado em artes cênicas pela Escola de Arte Dramática de São Paulo (EAD-USP) da Escola de Comunicações e Artes da Universidade de São Paulo (ECA-USP) em meados dos anos 1960.
Antes da conclusão de seu curso na EAD-USP, durante a anos 1950, Benê Silva fez parte do Teatro Experimental do Negro (TEN), sediado no Rio de Janeiro, onde atuou com Ruth de Souza.
Em 1966, Benedito Silva assumiu o cargo de diretor-presidente do Teatro Experimental do Negro de São Paulo (Tensp), uma sucursal local do TEN, oportunidade em que o grupo passou por uma renovação de quadros e encenou peças teatrais de James Baldwin.
Em 1969, ele se casou com Ondina Silva, de quem se divorciou em um período posterior à morte de sua filha em 1976, não tendo mais filhos desde então.
Entre o final da década de 1960 e início dos anos 1970, Benê Silva fez parte do Teatro Arena, onde participou do elenco de Arena Conta Bolívar, escrita por Augusto Boal, peça teatral proibida pela Ditadura Militar de 1964, que contava também com a presença dos atores Lima Duarte, Renato Consorte e Zezé Motta. Ele fará apresentações nos Estados Unidos da América e em alguns países na América Latina.
Nesse mesmo período em que o Teatro de Arena esteve impedido, Benê Silva se tornou um dos grandes destaques da primeira montagem brasileira da ópera-rock “Hair”, peça teatral encenada entre 1969 e 1971, que teve relevante sucesso no Brasil da época, quando contou com um elenco composto também por Sônia Braga, Aracy Balabanian, Neuza Borges, Armando Bógus, Ariclê Perez e outros.
O sucesso da ópera-rock Hair abrirá portas para que Benedito V. da Silva estreasse no cinema e na televisão em 1970. Esse estreia no cinema se deu com Benê interpretando um dos agentes de repressão no filme República da Traição, de Carlos Ebert, quando contracenou com Antônio Pedro, Zózimo Bulbul, Cláudio Mamberti, Antônio Pitanga, entre outros.
Na televisão, Benedito estreou em programas na TV Tupi, mas será na teledramaturgia da Rede Globo de Televisão e do SBT que ele desempenhará personagens marcantes, na primeira emissora, como o João Caboclo em Maria, Maria de 1978, enquanto que na primeira emissora paulista, os destaques se deram com os personagens Pai Jeremias em Jerônimo e Benjamim em Meus Filhos, Minha Vida, ambas entre os anos de 1984 a 1985. Também participou da importante minissérie de TV chamada de Chapadão do Bugre.
Em 2003, ele interpretou o personagem Pai Cariá no premiado filme Narradores de Javé, que conquistou os prêmios de melhor filme independente no 30º Festival Internacional do Filme Independente de Bruxelas, de melhor filme do Festival do Recife, de melhor filme do VII Festival Internacional de Cinema de Punta del Este, de melhor filme do Festival do Rio, e de melhor prêmio da crítica do Festival de Fribourg (Suíça).
Nos anos 2000, ele estabeleceu sua residência em Embu das Artes, no interior de São Paulo, onde criou a Associação de Arte e Cultura Cine Clube da cidade, responsável pela implantação do “Cineclube de Embu das Artes”, sala de exibição inaugurada em 10 de setembro de 2006 que contribuiu significativamente para a cena cultural em Embu das Artes e região, ao oferecer um espaço de lazer e de acesso às produções audiovisuais do cinema brasileiro. Em 2010, esse cineclube se tornou um ponto de cultura reconhecido pelo Ministério da Cultura.
Em 21 de fevereiro de 2011, aos 69 anos, Benedito morreu em sua casa, no município de Embu das Artes, vítima do câncer de esôfago, contra o qual perseverou durante os 6 meses anteriores ao seu óbito.

## Carreira

### Teatro
As principais peças teatrais encenadas por Benê Silva como ator foram as seguintes:
- 1962 - O Demorado Adeus .... de: Tennessee Williams
- 1963 - Artimanhas de Scapino (Les fourberies de Scapin) .... de: Molière
- 1965 - Neca do Pato .... de: Walter George Dürst
- 1966 - A Balada de Manhattan .... de: Léo Gilson Ribeiro .... com: Raul Cortez
- 1969/1971 - Arena Conta Zumbi .... de: Augusto Boal .... com: Lima Duarte, Zezé Motta
- 1969/1970 - Hair .... de: James Rado e Gerome Ragni .... com: Sônia Braga, Aracy Balabanian, Neuza Borges, Armando Bógus, Ariclê Perez[1]
- 1971/1973 - Jesus Cristo Superstar .... de: Andrew Lloyd Webber e Tim Rice[1]
- 1980 - Barrela .... de: Plínio Marcos

### Televisão
| Ano       | Título                  | Personagem   | Notas | Emissora          |
| --------- | ----------------------- | ------------ | ----- | ----------------- |
| 1970      | A Gordinha TV Tupi      |              |       | TV Tupi           |
| 1978      | Maria, Maria            | João Caboclo |       | Rede Globo        |
| 1983      | Razão de Viver          |              |       | SBT               |
| 1984/1985 | Jerônimo                | Pai Jeremias |       | SBT               |
| 1984/1985 | Meus Filhos, Minha Vida | Benjamin     |       | SBT               |
| 1988      | Chapadão do Bugre       |              |       | Rede Bandeirantes |

### Cinema
| Ano  | Título                         | Personagem          |
| ---- | ------------------------------ | ------------------- |
| 1970 | República da Traição           | Agente de repressão |
| 1972 | Longo Caminho da Morte         | Benedito            |
| 1975 | A Carne                        |                     |
| 1975 | A Filha do Padre               |                     |
| 1975 | Cada um Dá o Que Tem           |                     |
| 1977 | Paranoia                       | Manuel              |
| 1986 | Filme Demência                 | Bandido             |
| 2003 | Narradores de Javé             | Pai Cariá           |
| 2005 | O Casamento de Romeu e Julieta | Homem no Boteco     |
| 2008 | Os Desafinados                 | Geraldo (idoso)     |